# العلاقات البريطانية السويسرية
العلاقات البريطانية السويسرية هي العلاقات الثنائية التي تجمع بين المملكة المتحدة وسويسرا.

## مقارنة بين البلدين
هذه مقارنة عامة ومرجعية للدولتين:
| وجه المقارنة                                              | المملكة المتحدة                 | سويسرا                                                                                      |
| --------------------------------------------------------- | ------------------------------- | ------------------------------------------------------------------------------------------- |
| المساحة (كم2)                                             | 242.50 ألف                      | 41.28 ألف                                                                                   |
| عدد السكان (نسمة)                                         | 66.02 مليون                     | 8.21 مليون                                                                                  |
| الكثافة السكانية (ن./كم²)                                 | 272.25                          | 198.89                                                                                      |
| العاصمة                                                   | لندن                            | برن                                                                                         |
| اللغة الرسمية                                             | لغة إنجليزية، اللغة الويلزية    | اللغة الألمانية، اللغة الإيطالية، لغة فرنسية، اللغة الرومانشية، الألمانية السويسرية الموحدة |
| العملة                                                    | جنيه إسترليني                   | فرنك سويسري                                                                                 |
| الناتج المحلي الإجمالي (بليون دولار)                      | 2.62 تريليون                    | 678.89 مليار                                                                                |
| الناتج المحلي الإجمالي (تعادل القوة الشرائية) بليون دولار | 2.72 تريليون                    | 518.07 مليار                                                                                |
| الناتج المحلي الإجمالي الاسمي للفرد دولار أمريكي          | 43.88 ألف                       | 80.94 ألف                                                                                   |
| الناتج المحلي الإجمالي للفرد دولار أمريكي                 | 40.23 ألف                       | 59.54 ألف                                                                                   |
| مؤشر التنمية البشرية                                      | 0.907                           | 0.930                                                                                       |
| رمز المكالمات الدولي                                      | +44                             | +41                                                                                         |
| رمز الإنترنت                                              | .uk، .gb                        | .ch، .swiss ‏                                                                                |
| المنطقة الزمنية                                           | توقيت غرينيتش، توقيت غرب أوروبا | توقيت وسط أوروبا، ت ع م+01:00، ت ع م+02:00، أوروبا/زيورخ ‏                                   |

## مدن متوأمة
في ما يلي قائمة باتفاقيات التوأمة بين مدن بريطانية وسويسرية:
- ترتبط Sidmouth [الإنجليزية]‏ مع لو لوكل باتفاقية توأمة.
- ترتبط بورنموث مع لوسرن باتفاقية توأمة.

## منظمات دولية مشتركة
يشترك البلدان في عضوية مجموعة من المنظمات الدولية، منها:
| علم المنظمة | اسم المنظمة                               | تاريخ انضمام المملكة المتحدة | تاريخ انضمام سويسرا |
| ----------- | ----------------------------------------- | ---------------------------- | ------------------- |
|             | مؤسسة التمويل الدولية                     | 20 يوليو 1956                | 29 مايو 1992        |
|             | يونسكو                                    | 4 نوفمبر 1946                | 28 يناير 1949       |
|             | مجموعة أستراليا                           | 1985                         | 1987                |
|             | المرصد الأوروبي الجنوبي                   | 2002                         | 1982                |
|             | مجموعة الموردين النوويين                  | ?                            | ?                   |
|             | الوكالة الدولية للطاقة                    | ?                            | ?                   |
|             | مؤسسة التنمية الدولية                     | 24 سبتمبر 1960               | 29 مايو 1992        |
|             | منظمة التعاون الاقتصادي والتنمية          | 2 مايو 1961                  | ?                   |
|             | المركز الدولي لتسوية المنازعات الاستشارية | 18 يناير 1967                | 14 يونيو 1968       |
|             | وكالة ضمان الاستثمار متعدد الأطراف        | 12 أبريل 1988                | 12 أبريل 1988       |
|             | منظمة حظر الأسلحة الكيميائية              | ?                            | ?                   |
|             | المنظمة الأوروبية لسلامة الملاحة الجوية   | 1960                         | 1992                |
|             | البنك الإفريقي للتنمية                    | ?                            | ?                   |
|             | الأمم المتحدة                             | 24 أكتوبر 1945               | 10 سبتمبر 2002      |
|             | الاتحاد الدولي للاتصالات                  | 24 فبراير 1871               | 1866                |
|             | منظمة الشرطة الجنائية الدولية             | ?                            | ?                   |
|             | البنك الدولي للإنشاء والتعمير             | 27 ديسمبر 1945               | 29 مايو 1992        |
|             | منظمة الأمن والتعاون في أوروبا            | 25 يونيو 1973                | 25 يونيو 1973       |
|             | وكالة الفضاء الأوروبية                    | 28 مارس 1978                 | ?                   |
|             | الاتحاد البريدي العالمي                   | ?                            | ?                   |
|             | منظمة التجارة العالمية                    | 1995                         | ?                   |
|             | الفريق المعني برصد الأرض                  | ?                            | ?                   |
|             | بنك التنمية الآسيوي                       | 1966                         | 1967                |
|             | نظام تحكم تكنولوجيا القذائف               | 1987                         | 1992                |
|             | مجلس أوروبا                               | 5 مايو 1949                  | ?                   |

## أعلام
هذه قائمة لبعض الشخصيات التي تربطها علاقات بالبلدين:
- أماندا دونوهو (ممثلة بريطانية، 29 يونيو 1962[28][29] – )
- بول ديراك (8 أغسطس 1902[30][31][32] – 20 أكتوبر 1984[30][31][32])
- بيتر آرني (ممثل بريطاني، 29 سبتمبر 1920 – 1 أغسطس 1983)
- بيتر بونيتي (لاعب كرة قدم إنجليزي، 27 سبتمبر 1941[33] – )
- روز ليزلي (9 فبراير 1987 – )
- غاي إيتون (كاتب ومؤرخ بريطاني مسلم، 1921 – 26 فبراير 2010)
- كيرا تشابلن (1 يوليو 1982 – )

## وصلات خارجية
- موقع وزارة الخارجية البريطانية
- موقع وزارة الخارجية السويسرية